# Cervejaria Achel

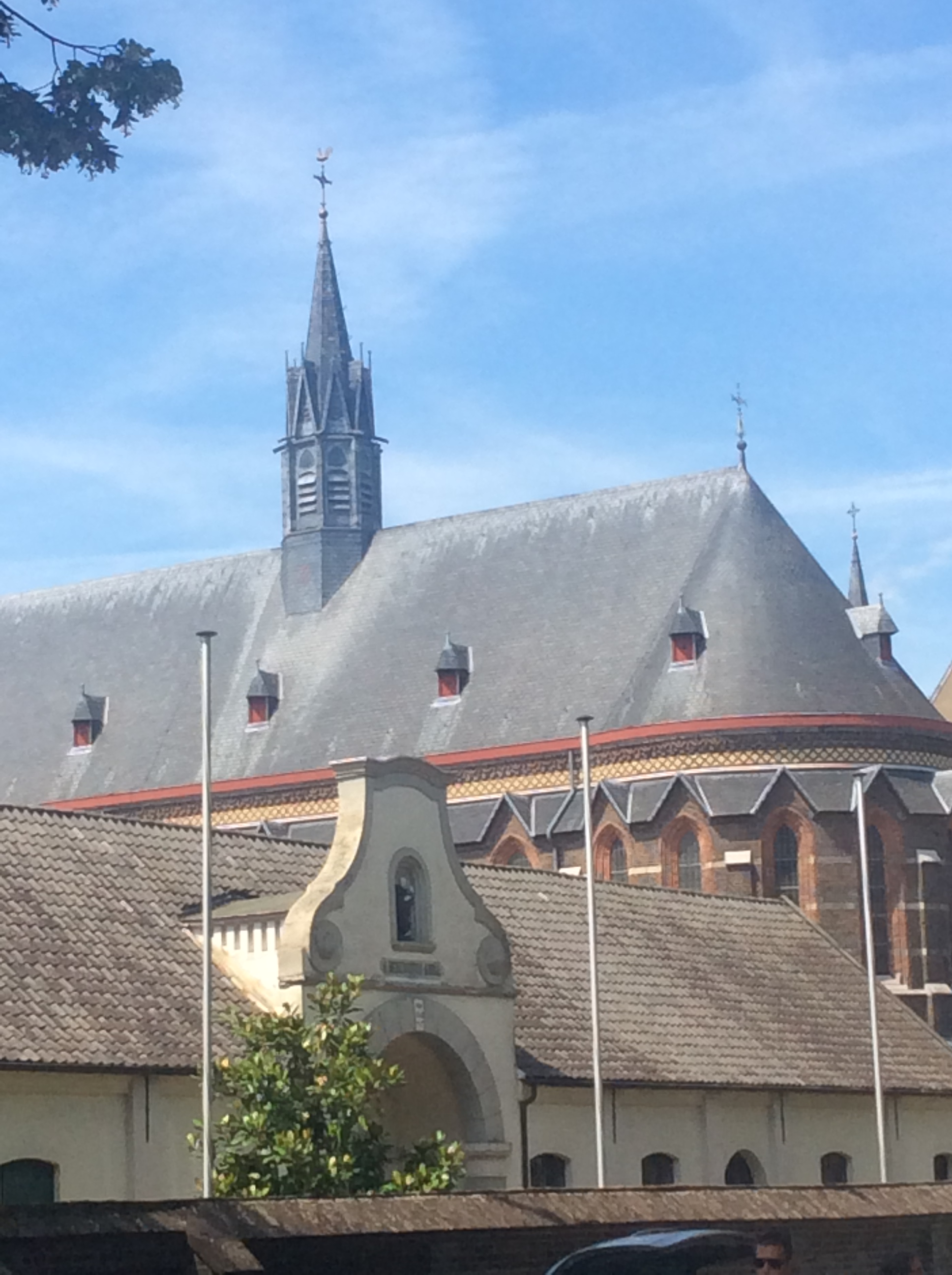
Vista da entrada da Achelse Kluis Belgium

Cervejaria Achel ou Brouwerij der Sint-Benedictusabdij de Achelse Kluis é uma cervejaria trapista belga, e a menor entre as dez cervejarias trapistas certificadas. Fica na Abadia de Saint Benedict na cidade de Hamont-Achel. 

## História
A história da cervejaria remonta a 1648, quando monges holandeses construíram uma capela em Achel. A capela se tornou uma abadia em 1686 mas foi destruída no período da Revolução Francesa. Em 1844 as ruínas foram reconstruídas pelos monges. A primeira cerveja feita no monastério foi a Patersvaatje em 1852, e 19 anos depois iniciou uma atividade regular na fabricação de cerveja se tornando um monastério trapista.

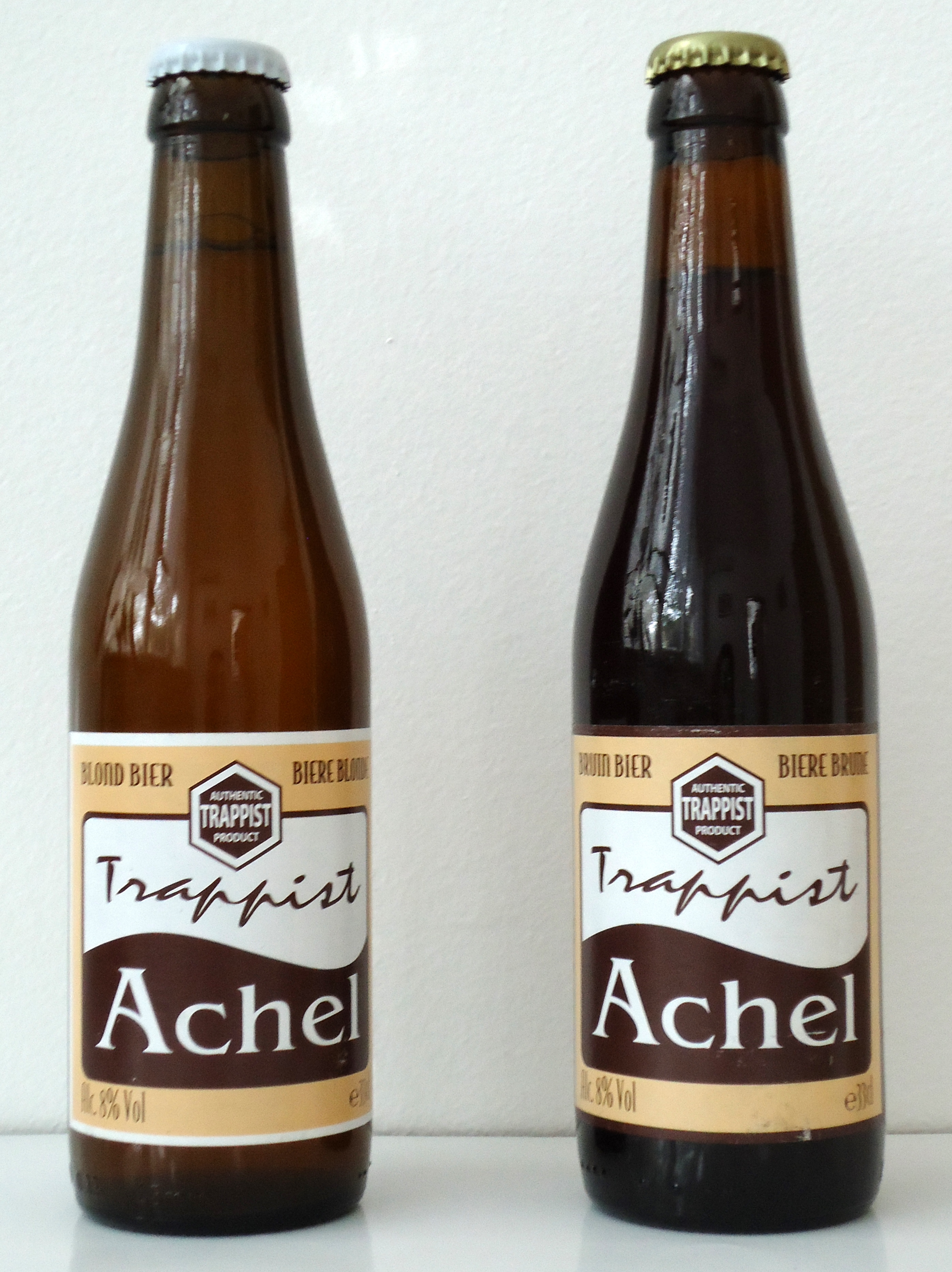
Achel Blond 8° and Bruin 8° beers

## Cervejas
- Achel Blond 5°, 5% ABV
- Achel Bruin 5°, 5% ABV
- Achel Blond 8°, 8% ABV
- Achel Bruin 8°, 8% ABV
- Achel Extra, 9.5% ABV Bruin
- Achel Extra, 9.5% ABV Blond